# 再春醫療中心前站
再春醫療中心前站（日语：／ Saishun Iryō Sentā-mae eki */?）是位於熊本縣合志市須屋，屬於熊本電氣鐵道菊池線的車站，車站編號為KD 18。

## 歷史
- 1965年（昭和40年）10月16日 - 開業，當時的站名為再春莊前站（日语：／ Saishunsō-mae Eki）。
- 2015年（平成27年）4月1日 - 支持交通系IC卡「熊本地域振興IC卡（熊本熊的IC CARD）（日语：熊本地域振興ICカード）」[1]。
- 2019年（令和元年）10月1日 - 由於車站附近的熊本再春莊醫院在當年4月1日更名為熊本再春醫療中心，車站改名再春医療中心前站[2]并導入車站編號[3]。

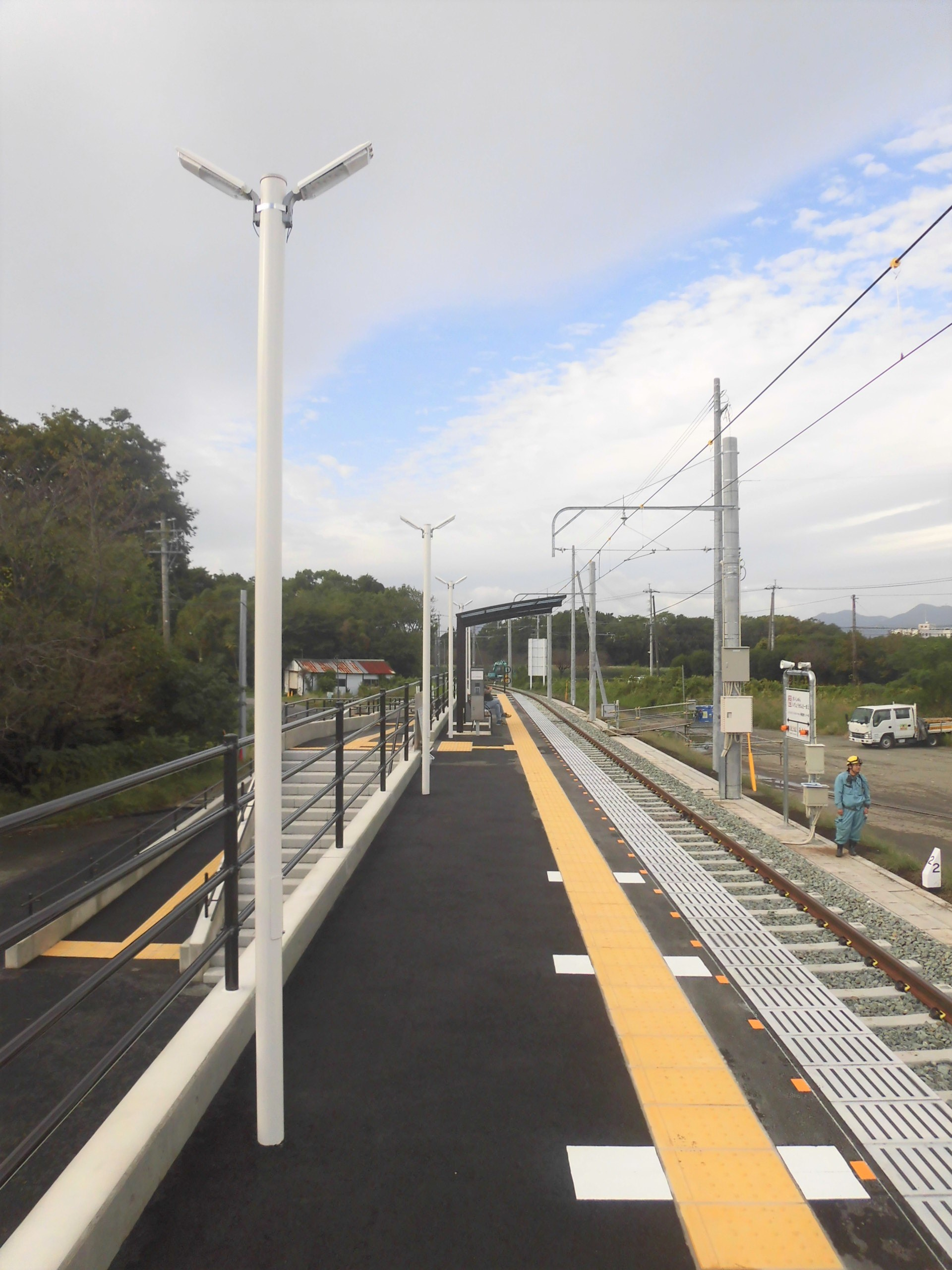
月台（2022年10月）
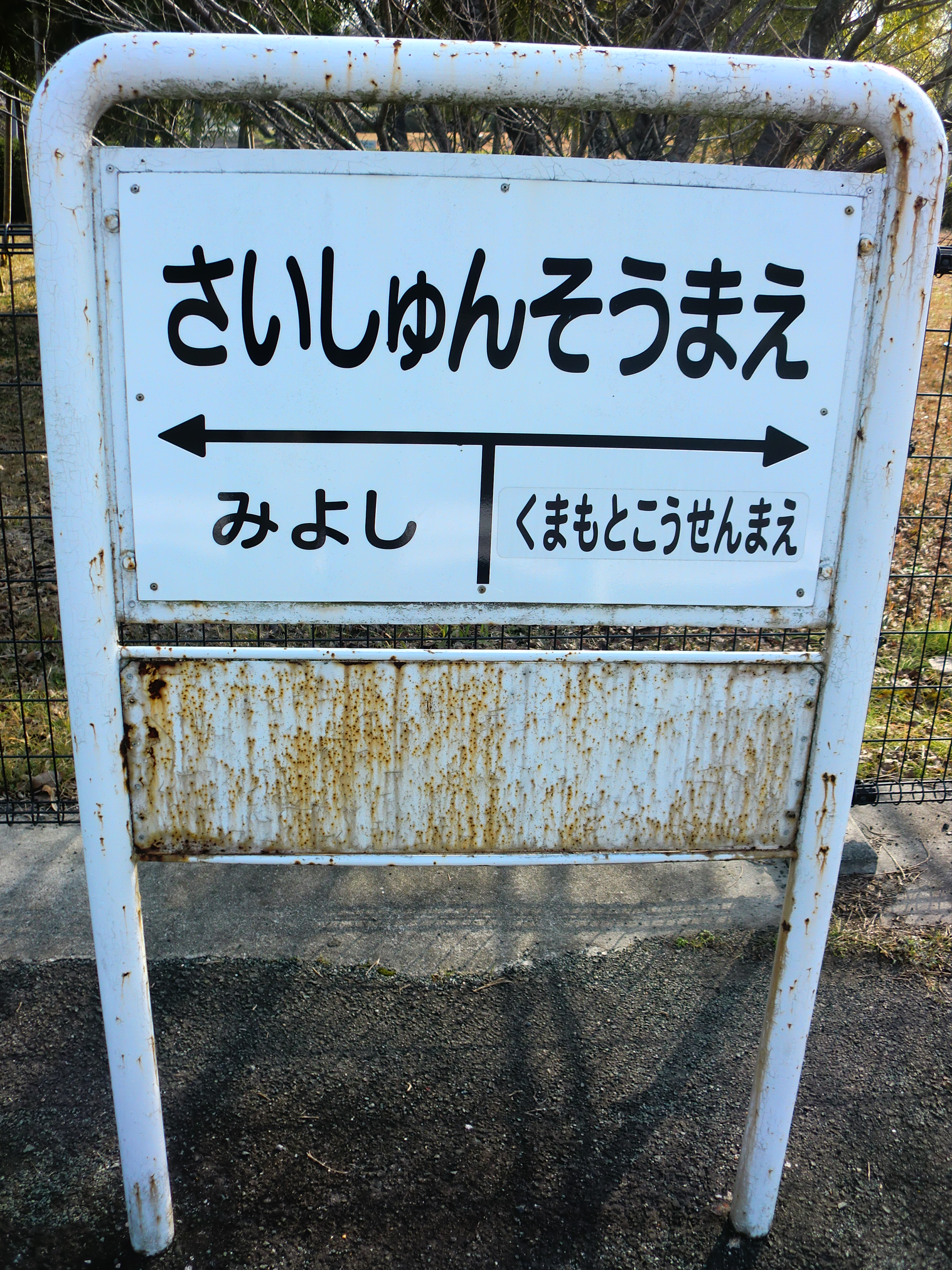
原站名標（2014年1月2日）
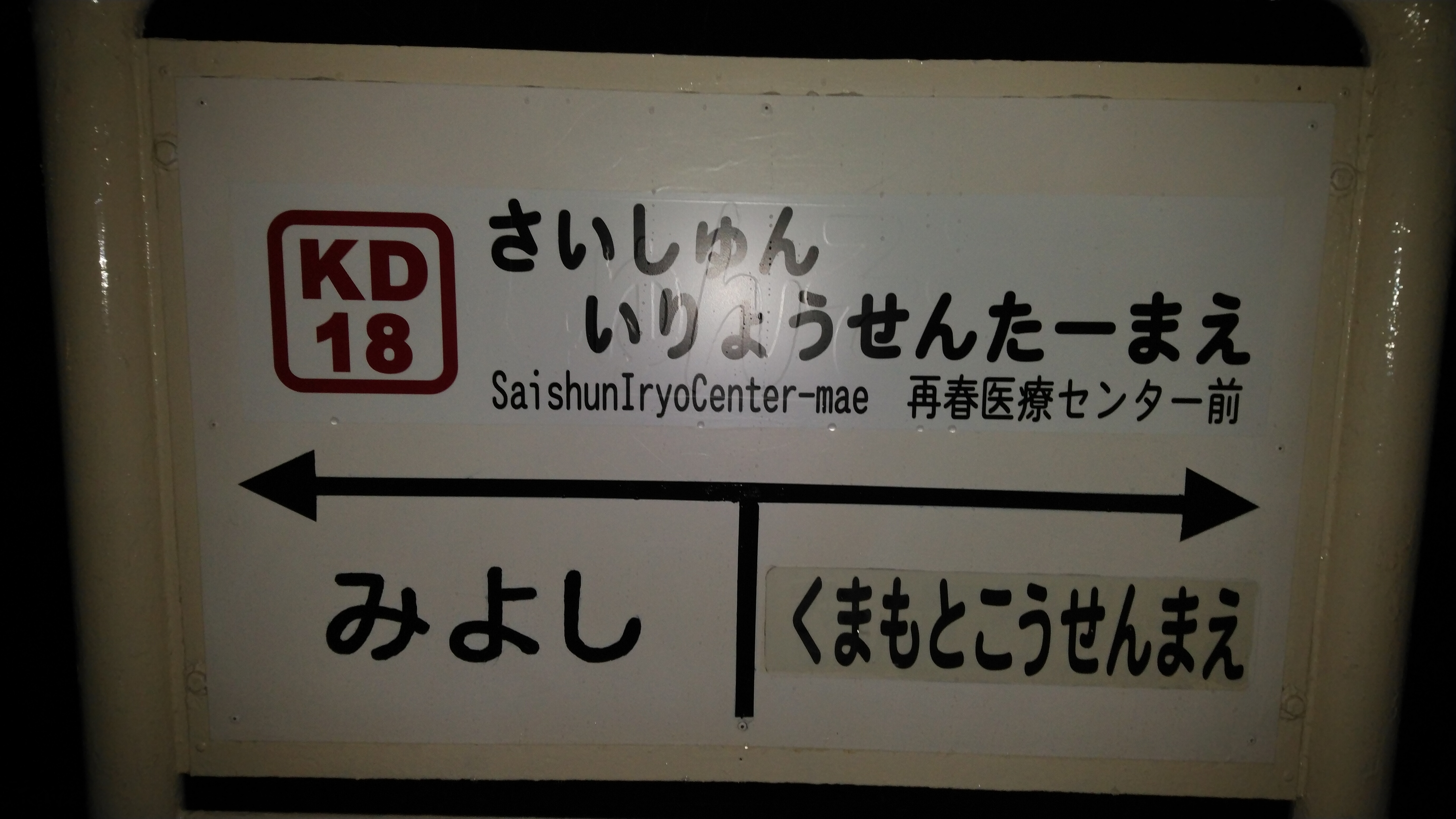
現站名標（2019年10月2日）

## 車站構造
本站為單式月台1面1線，且沒有設置站房的地上車站與無人車站。站內設有IC卡刷卡機（檢票機）。

## 利用狀況
| 年度   | 1日平均 上車人次 | 1日平均 上下車人次 |
| ------ | ---------------- | ------------------ |
| 2012年 |                  | 191                |
| 2013年 |                  | 207                |
| 2014年 | 87               | 216                |
| 2015年 |                  | 197                |

## 車站周邊
- 熊本再春醫療中心（日语：熊本再春医療センター）
- 國立療養所菊池惠楓園（日语：国立療養所菊池恵楓園）
- 熊本高等專門學校熊本校區（旧 熊本電波工業高等專門學校（日语：熊本電波工業高等専門学校））
- 九州沖繩農業研究中心（日语：九州沖縄農業研究センター）
- 熊本縣立黑石原支援學校（日语：熊本県立黒石原支援学校）
- 国道387号 - 與菊池線並行

## 相鄰車站
熊本電氣鐵道
■菊池線
熊本高專前（KD17）－再春醫療中心前（KD18）－御代志（KD19）

## 脚注
1. 1 2  電鉄電車（菊電）でのご利用 （页面存档备份，存于）（くまモンのIC CARD）
2. ↑  駅名変更のお知らせ （页面存档备份，存于） - 熊本電気鉄道、2019年8月15日、同日閲覧。
3. ↑  電車 「駅ナンバリング」導入のお知らせ （页面存档备份，存于） - 熊本電気鉄道、2019年8月15日、同日閲覧。
4. ↑   （页面存档备份，存于） - 公共交通の現状等、2018年12月10日閲覧
5. ↑  国土数値情報(駅別乗降客数データ)  （页面存档备份，存于） - 国土交通省、2018年12月10日閲覧

## 外部鏈接
- 再春医療センター前駅 （页面存档备份，存于）（路線図・駅情報） - 熊本電気鉄道